# Sicarius hahni
Шестиокий піщаний павук (лат. Sicarius hahni) — вид павуків середнього розміру, довжина тіла яких становить від 8 до 15 мм, а довжина ніг сягає 50 мм. Ці павуки мешкають в пустелях та інших піщаних місцях у південній частині Африки. Цей вид належить до родини Sicariidae; види цієї родини поширені в Африці і Південній Америці, а представники спорідненого роду павуків-самітників (Loxosceles) зустрічаються по всьому світу. Через приплющену стійку та стопоходячі ноги його також іноді називають шестиоким крабовим павуком. Напади на людину для S. hahni є рідкістю; немає жодного доведеного випадку, і тільки два випадки, в яких підозрювали Sicarius hahni і в яких павука не було виявлено. Експериментально показано, що укус S. hahni для кроликів є летальним (смерть настає через 5-12 годин після укусу).  Родова назва цього павука  перекладається з латині як «вбивця»  та походить від слова «sica», що є назвою однойменного короткого меча з вигнутим клинком. Цей вид був названий на честь Карла Вільгельма Хана (англ. Carl Wilhelm Hahn).

## Етологічі особливості
Цей павук заривається в пісок та вражає із засідки жертву, що блукає занадто близько. Піщинки прилипають до кутикули на його черевці, і таким чином діють як природний камуфляж. У випадку виникнення небезпеки, стривожений павук перебігає на невелику відстань та закопує себе знову. На відміну від інших видів павуків, в S. hahni погано розвинена просторова орієнтація. Крім цього він може обходитися без їжі та води протягом року, що робить його терплячим мисливцем.

## Отрута
Токсикологічні дослідження показують, що отрута цього павука є дуже сильнодіючою та має сильний гемолітичний/нейротоксичний ефект, викликає крововиливи, розрідження крові та руйнування тканин. Лікування укусу S. hahni має бути спрямоване, як і при усіх цитотоксичних укусах, на запобігання вторинної інфекції і боротьби з дисемінованим внутрішньосудинним згортанням крові (ДВС), якщо воно розвивається. Протиотрути  не існує.